# Sungai Baringin
Sungai Baringin is een bestuurslaag in het regentschap Lima Puluh Kota van de provincie West-Sumatra, Indonesië. Sungai Baringin telt 2574 inwoners (volkstelling 2010).